# Czarna perła (turecki serial telewizyjny)
Czarna perła (tur. Siyah İnci) – turecki serial telewizyjny, produkowany w latach 2017–2018 dla kanału Star TV. W rolach głównych występują Tolgahan Sayışman oraz Hande Erçel.

## Fabuła
W nadmorskiej, tureckiej miejscowości mieszkają Hazal (Hande Erçel) oraz Kenan (Tolgahan Sayışman), którzy planują ślub. Ich życie ulega zmianie, gdy w mieście pojawia się Vural Demiroğlu (Berk Hakman). Bogaty mężczyzna chce poślubić Hazal, która przypomina mu zmarłą żonę – Naz. Kenan jest pewny, że jego wybranka godzi się na ślub z Vuralem tylko i wyłącznie dla pieniędzy i postanawia się zemścić.

## Obsada[2][3]
| Aktor               | Rola                                    |
| ------------------- | --------------------------------------- |
| Hande Erçel         | Hazal Sancak/Demiroğlu // Naz Demiroğlu |
| Tolgahan Sayışman   | Kenan Çelebi                            |
| Berk Hakman         | Vural Demiroğlu                         |
| Yeşim Büber         | Melek Sancak                            |
| Hüseyin Avni Danyal | Aziz Toprak                             |
| Neriman Ugur        | Canan Demiroğlu                         |
| Birsen Durulu       | Nergis                                  |
| Nazmi Kırık         | Halil Sancak                            |
| Melis Sezen         | Ebru Sancak                             |
| Burak Altay         | Ahmet Çelebi                            |
| Selin Işık          | Irmak Demiroğlu                         |
| Mehmet Mehmedof     | Sinan Demiroğlu                         |
| İpek Bağrıaçık      | Defne Demiroğlu                         |
| Emin Önal           | Irfan                                   |
| Gizem Ergün         | Sibel                                   |
| Pelin Acar          | Nevra                                   |
| Hakan Çeliker       | Gencer                                  |
| Burak Cimen         | Kafes                                   |
| Çağla Demir         | Ece Toprak                              |
| Sarven Çankar       | Akin Toprak                             |

## Spis serii
| Seria | Liczba odcinków | Liczba odcinków | Premierowa emisja | Premierowa emisja | Premierowa emisja | Premierowa emisja | Zakres odcinków | Zakres odcinków |
| Seria | Oryginalnie     | Polska          | Rozpoczęcie       | Zakończenie       | Rozpoczęcie       | Zakończenie       | Oryginalnie     | Polska          |
| ----- | --------------- | --------------- | ----------------- | ----------------- | ----------------- | ----------------- | --------------- | --------------- |
| 1     | 20              | 67              | 28 września 2017  | 15 lutego 2018    | 7 maja 2018       | 27 sierpnia 2018  | 1–20            | 1–67            |

## Emisja w Polsce
W Polsce serial był emitowany premierowo od 7 maja 2018 przez TVP2. Ze względu na Mistrzostwa Świata w Piłce Nożnej 2018 emisja została zawieszona w dniach: 15, 18, 20–22, 25–28 czerwca oraz 2–3 i 6 lipca 2018. Ostatni odcinek wyemitowano 28 sierpnia 2018. Ponowie serial był emitowany od 11 czerwca 2019 do 12 września 2019 w TVP3 w dni robocze o 11:20 i 0:00.
Tekst na język polski opracowywał Piotr Zieliński na podstawie tłumaczenia Władysława Hilmona. Lektorem serialu był Paweł Straszewski.